# Festa dei Ceri

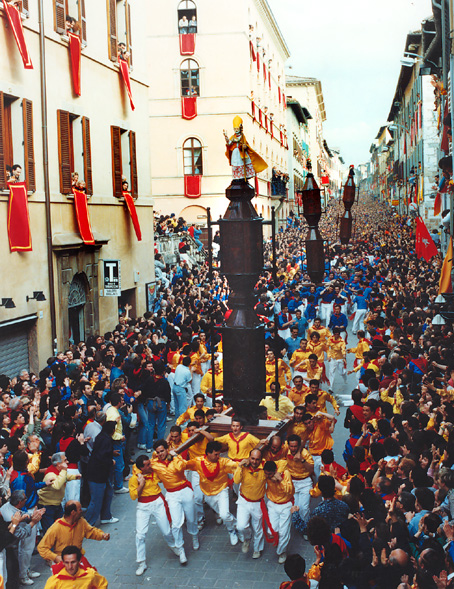
Festa dei Ceri (2000)

Die Festa dei Ceri („Wachskerzenlauf“) von Gubbio ist ein Wettlauf zu Ehren der Heiligen Ubald von Gubbio, Georg und Antonius, welche die Stadt Gubbio im Krieg gegen andere Städte unterstützten.
Die Corsa dei Ceri (wobei die drei „Kerzen“ durch rd. 300 kg schwere Holzsäulen mit darauf befindlichen Heiligenfiguren symbolisiert werden) wird am 15. Mai, dem Vortag von Sant’Ubaldo gefeiert. Der Gewinner muss stets Sant’Ubaldo sein, da dieser der Stadtheilige ist. Daher wird die Corsa dei Ceri auch „der Lauf der Verrückten“ genannt, da das Ende bereits zu Anfang des Laufes feststeht. Er führt von der Stadt zur auf dem benachbarten Hügel liegenden Basilika Sant’Ubaldo.

## Flagge und Wappen der Region Umbrien
Das aktuelle Wappen der Region Umbrien wurde 1971 als Sieger eines Wettbewerbes ermittelt. Es zeigt – symbolisch einfach und klar – drei rote Kerzen. Das sind die „tre Ceri di Gubbio“, die drei Kerzen von Gubbio.